# Administrador de Infraestructuras Ferroviarias
Administrador de Infraestructuras Ferroviarias (ADIF) — оператор железнодорожной сети Испании. Образован в результате разделения в 2005 году национальной железнодорожной компании исп. Red Nacional de Ferrocarriles Españoles — RENFE, на оператора перевозок Renfe-Operadora и оператора инфраструктуры ADIF.
ADIF управляет железнодорожной сетью общей протяжённостью 12 тыс. км, по которой осуществляются пригородные и региональные перевозки пассажиров и грузов; большая часть сети имеет иберийскую ширину колеи (1668 мм). Помимо сети ADIF в Испании имеется высокоскоростная сеть AVE со стандартной европейской шириной (1435 мм).

## История
Государственное предприятие Red Nacional de los Ferrocarriles Españoles (RENFE, Национальная сеть железных дорог Испании) было образовано 24 января 1941 года на основе национализированных частных испанских железнодорожных компаний; в отличие от большинства других государственных предприятий RENFE не входило в состав Национального института промышленности (ИНИ), а подчинялось непосредственно правительству. В 1964 году устав предприятия был изменён, оно стало коммерческой организацией, но оставалось в государственной собственности. С середины 1970-х годов началась модернизация железнодорожной сети, а в 1992 году открылась первая высокоскоростная линия сети AVE. Для создания конкурентного рынка перевозок 1 января 2005 года RENFE разделена на агентство по управлению инфраструктурой (вокзалы, путь, сигнализация и другое) (Administrador de Infraestructuras Ferroviarias) и компанию-оператора Renfe Operadora, владеющую подвижным составом и осуществляющую грузовые и пассажирские перевозки.
В 2012 году ADIF поглотила сеть узкоколейных железных дорог Испании Ferrocarriles Españoles de Vía Estrecha (с 1965 году она функционировала независимо от RENFE, хотя также была в государственной собственности). В конце 2013 года высокоскоростная сеть AVE была передана в подчинение новосозданной компании Adif-Alta Velocidad.

## Деятельность
По состоянию на 2023 год по управлением ADIF был 11,7 тыс. км железнодорожных путей и 1451 вокзал. Из этой сети 6300 км относятся к ключевым транспортным коридорам, включая Атлантический коридор (Франция — Португалия) и Средиземноморской коридор (Франция — Средиземноморье через Барселону и Валенсию).